# In My Defens God Me Defend

Wapen van het Koninkrijk Schotland

In my defens God me defend is de wapenspreuk van zowel het koninklijke wapen van Schotland uit het Koninkrijk Schotland als van het wapen van het Verenigd Koninkrijk dat gebruikt wordt in het huidige Schotland. Het hedendaagse wapen geeft een verkorte versie van het motto weer in de vorm "IN DEFENS". Het motto staat hier boven het helmteken, zoals de traditie het wil in de Schotse heraldiek.
De oudste waarneming van de wapenspreuk dateert uit de tijd van de heerschappij van Jacobus IV van Schotland. "In my defens God me defend" was oorspronkelijk de enige wapenspreuk, maar werd soms ook afgekort tot bijvoorbeeld "In defence".